# 大分県道677号石井庄手線
大分県道677号石井庄手線（おおいたけんどう677ごう いしいしょうでせん）は、大分県日田市を通る一般県道である。

## 概要
日田市大字石井から日田市本庄町に至る。
国道210号久留米方面から日田市街地を最短で結ぶ。

### 路線データ
- 起点：大分県日田市大字石井[1]（石井町交差点、国道210号交点）
- 終点：大分県日田市本庄町[1]（本庄町西交差点、国道386号交点）

## 歴史
- 1959年（昭和34年）3月31日 - 大分県告示第374号により、県道石井庄手線として路線認定される（当時の整理番号は172）[2]。
- 1973年（昭和48年）4月2日 - 大分県告示第250号により石井庄手線として路線認定[3]。
- 2020年（令和2年）3月31日 - 大分県告示第199号により日田市の旧道区間の県道指定が解除される[4]。

## 路線状況

### 道路施設

#### 橋梁
起点から
- 三隈橋（三隈川、日田市）
- 亀山橋（庄手川、日田市）

## 地理

### 通過する自治体
- 日田市

### 交差する道路
| 交差する道路                                     | 交差する場所 | 交差する場所          |
| ------------------------------------------------ | ------------ | --------------------- |
| 国道210号                                        | 大字石井     | 石井町交差点 / 起点   |
| 国道212号 国道496号 重複                         | 日ノ隈町     | 日ノ隈町交差点        |
| 国道386号 福岡県道・大分県道112号福岡日田線 重複 | 本庄町       | 本庄町西交差点 / 終点 |

### 沿線
- 日田市立三隈中学校
- 日田市立日隈小学校